# محفل یکم
محفل یکم (به انگلیسی: first order) یک دولت دیکتاتوری نظامی خیالی است که برای اولین بار در جنگ ستارگان: نیرو برمی‌خیزد (۲۰۱۵) ظاهر شد. محفل یکم پس از نابود شدن امپراتوری کهکشان در بازگشت جدای، در طول سه دهه قدرت خود را به دست می‌آورد. در نیرو برمی‌خیزد، محفل یکم را پیشوای عالی اسنوک رهبری می‌کند. او برنامه‌ای برای برانداختن جمهوری جدید و تسلط بر کهکشان دارد. شوالیه‌های رن به رهبری کایلو رن، یک گروه اسرارآمیز از جنگجویان نخبه هستند.
منتقدان و طرفداران، محفل یکم را، یادآور آلمان می‌دانند. فیلم پروپاگاندای نازی‌ها در ۱۹۳۵ به نام پیروزی اراده را از جمله این تقلید دانسته‌اند. جی. جی. آبرامز نویسنده و کارگردان نیرو برمی‌خیزد بیان کرده‌است که در ایجاد محفل یکم ما از اودسا الهام گرفته‌ایم که در آن مأموران شوتس شتافل که پس از جنگ جهانی دوم به آرژانتین و دیگر کشورها فرار کردند.

## توضیحات

### داستان پیشین
با توجه به دیکشنری تصویری نیرو برمی‌خیزد و رمان پیامدها نوشته شده توسط چاک وندیگ، پس از شکست امپراتوری کهکشان در بازگشت جدای در نبرد اندور، به‌طور رسمی جمهوری جدید پایه‌گذاری شد. نیروهای حاوی امپریالیسم در ناحیه کهکشان‌ها، جمعیت اندکی را تشکیل می‌دادند. با گذشت زمان امپراتوری کهکشان تبدیل به پادشاهی زاهد گوشه‌نشین شد و در سه دهه آینده یک جنگ سرد علیه جمهوری جدید به راه انداخت و قدرت نظامی خود را به دست گرفت.

### نیرو برمی‌خیزد ۲۰۱۵
محفل یکم توسط یک شخصیت اسرارآمیز به نام اسنوک رهبری می‌شود. او معتقد است تا زمانی که لوک اسکای واکر زنده است، می‌تواند جدای‌های زیادی آموزش دهد و علیه آن‌ها بجنگند. آنها مانند امپراتوری پیشین از نیروهای گسترده ضربت استفاده می‌کنند. همچنین آن‌ها از جنگنده‌های منظم و ویژه پولک بال استفاده می‌کنند. آن‌ها در یک سیاره یخی که دارای یک ابر نابودکننده که قادر به از بین بردن تمام ستاره‌ها در سراسر کهکشان از طریق فضای ابررسانا است، ساکن اند. ژنرال هاکس، افسر جوان و بیرحم، فرمانده کلیدی نیروهای استارکیلر است.
اسنوک یک شخصیت قدرتمند در سمت تاریک نیرو است. بن سولو پسر هان سولو و لیا اورگانا، شاگرد او است. بن مانند پدر بزرگ مادری اش دارت ویدر است.